# 邹德慈
邹德慈（1934年10月1日—2020年12月28日），男，籍贯江西余江，生于上海，中国城市规划专家。曾任中国城市规划设计研究院院長。

## 生平
1955年毕业于同济大学。

## 荣誉
2003年当选为中国工程院院士。